# Weichselhandel

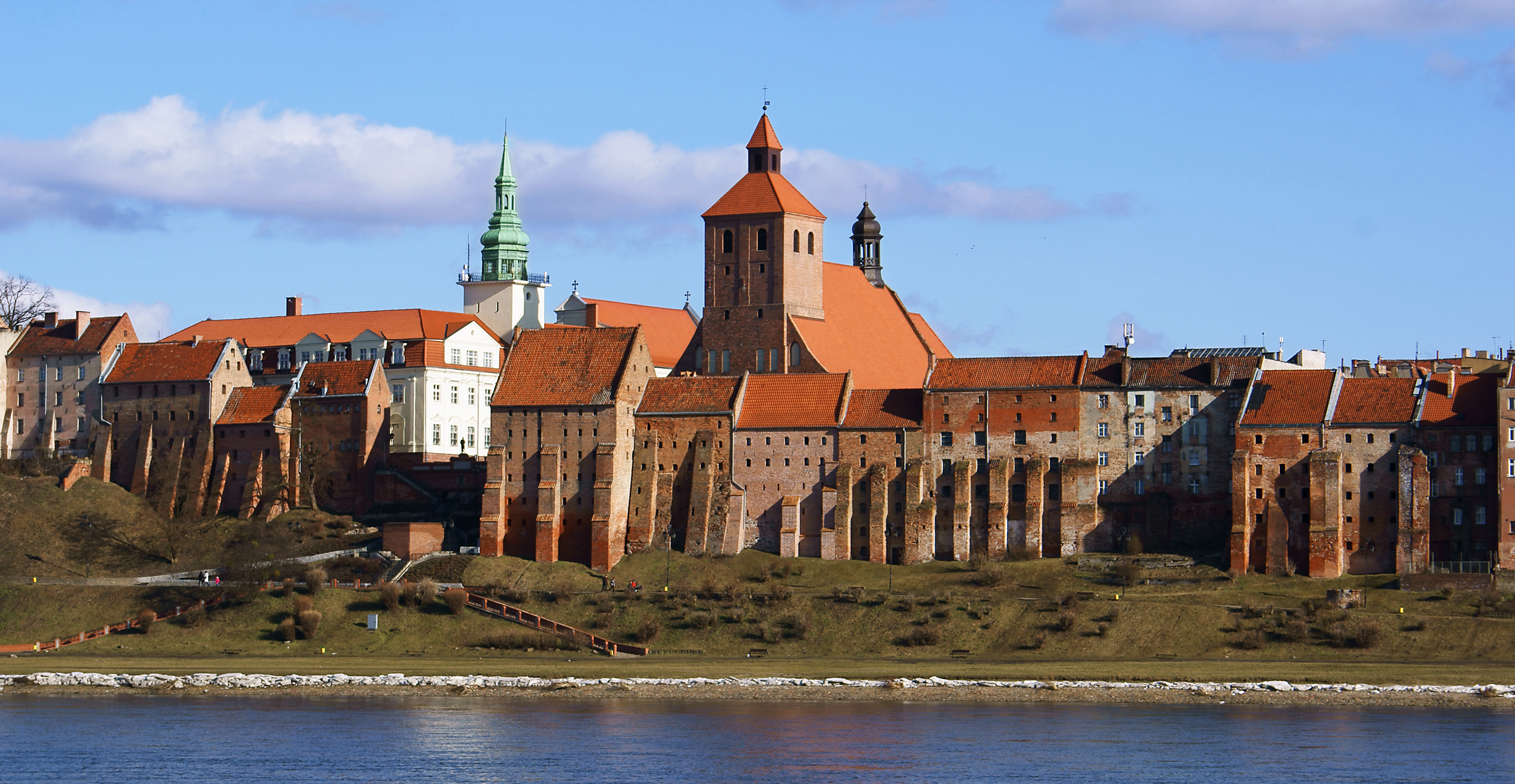
Spätgotische Speicher in Grudziądz

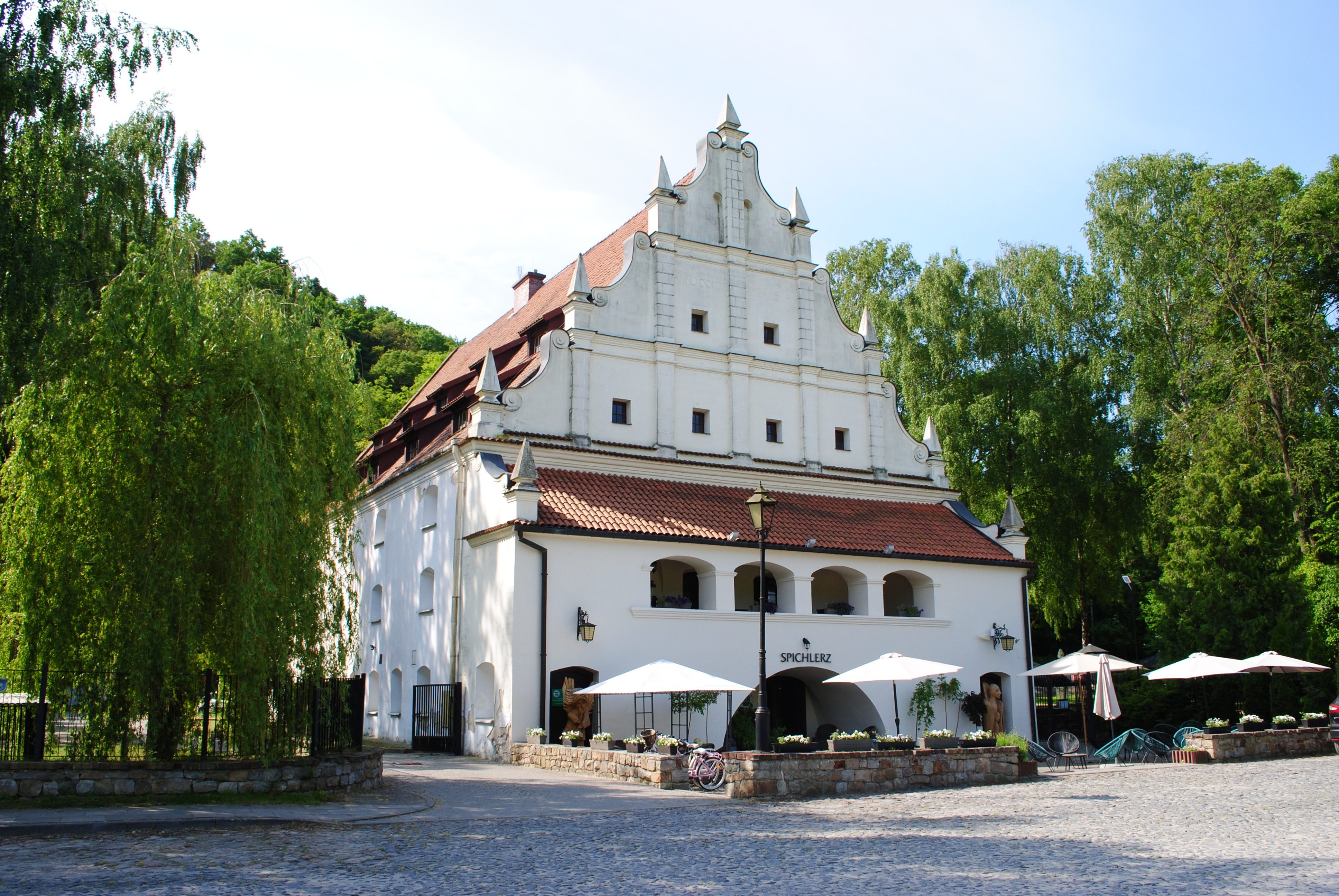
Renaissance-Speicher in Kazimierz Dolny

Als Weichselhandel (polnisch: Handel wiślany) wird die Schifffahrt mit Flößen und Booten auf der Weichsel in Polen-Litauen vom 15. bis zum 18. Jahrhundert bezeichnet.

## Geschichte
Die untere Weichsel war bereits in der Antike Teil der Bernsteinstraße von der Adria zur Danziger Bucht/Weichseldelta. Im Mittelalter gewann sie wieder an Bedeutung, an der Weichselmündung und der Nogat entstanden im Frühmittelalter die Handelssiedlungen Danzig und Truso, das spätere Elbing. Als der Deutsche Orden 1308 Pommerellen übernahm, wurden die Handelsstädte von ihrem polnischen Hinterland abgeschnitten. Der Handel kam jedoch wieder in Schwung, als Polen im Zweiten Thorner Frieden seine territoriale Souveränität wiedererlangte. Polen-Litauen exportierte über Danzig und Elbing insbesondere Getreide, Honig, Felle, Kalisalze, Holz, Flachs, Pech und andere für den Schiffbau notwendige Produkte. Während des Goldenen und Silbernen Zeitalters, der Sachsenzeit bis in die Aufklärung galt Polen-Litauen als Kornkammer Europas. Die Waren wurden aus dem Hinterland an die Weichsel gebracht und von den Handelsstädten an der Weichsel auf Flößen und Booten an die Ostsee verschifft. 
Zu den wichtigsten Handelsstädten an der Weichsel mit zahlreichen Speichern gehörten Krakau, Sandomierz, Kazimierz Dolny, Warschau, Zakroczym, Płock, Włocławek, Toruń, Bydgoszcz sowie Grudziądz, an ihren Nebenflüssen Pułtusk, Łomża oder Tykocin. 
An den Weichselhandel waren weit entfernte Regionen wie die Ukraine, Podlachien, Polesien, Podolien, Wolhynien und Galizien angebunden. Den Handel ab Danzig und Elbing dominierten Holländer und Engländer, die die Rohstoffe abnahmen und Tuchwaren, Waffen, Möbel etc. aus Westeuropa nach Polen-Litauen meist über Amsterdam und Antwerpen lieferten. Im Jahr 1618 erreichte der Weichselhandel seinen Zenit, als über eine Viertelmillion Tonnen Getreide pro Jahr über Danzig exportiert wurden. Jährlich legten über tausend Handelsschiffe im Danziger Hafen Richtung Westeuropa ab. Mit der Ersten Polnischen Teilung geriet der Weichselhandel ins Stocken, da Preußen Westpreußen bis auf Danzig annektierte und damit eine Zollgrenze auf der Weichsel entstand. Mit der Zweiten Teilung Polens 1793 kam auch Danzig an Preußen. 
Im 19. Jahrhundert löste die Eisenbahn die Wasserstraßen als wichtigste Handelsrouten ab.